# Società Sportiva Sambenedettese 1938-1939
Questa voce raccoglie le informazioni riguardanti la Società Sportiva Sambenedettese nelle competizioni ufficiali della stagione 1938-1939.

## Rosa
| N. |                   | Ruolo | Calciatore           |
| -- | ----------------- | ----- | -------------------- |
|    | Italia (bandiera) | P     | Pietro Cosignani     |
|    | Italia (bandiera) | P     | Luigi Palestini (I)  |
|    | Italia (bandiera) | D     | Giovanni Calabresi   |
|    | Italia (bandiera) | D     | Domenico Capecci (I) |
|    | Italia (bandiera) | C     | Costantino Paci (I)  |
|    | Italia (bandiera) | C     | Angelo Broggini      |
|    | Italia (bandiera) | C     | Antonio Patrizi      |
|    | Italia (bandiera) | C     | Alfredo Novelli      |
|    | Italia (bandiera) | C     | Raffaele Pulcini     |

| N. |                   | Ruolo | Calciatore           |
| -- | ----------------- | ----- | -------------------- |
|    | Italia (bandiera) | C     | Giuseppe Rosetti     |
|    | Italia (bandiera) | A     | Guido Lazzari        |
|    | Italia (bandiera) | A     | Giovanni Perotti (I) |
|    | Italia (bandiera) | A     | Giovanni Assenti (I) |
|    | Italia (bandiera) | A     | Antonio Macchi       |
|    | Italia (bandiera) | A     | Giovanni Bocchio     |
|    | Italia (bandiera) | A     | Osvaldo Taffoni (I)  |
|    | Italia (bandiera) | A     | Aldo Ulissi          |
|    | Italia (bandiera) | A     | Arturo Speranzini    |